# Jodobenzen
Jodobenzen (jodek fenylu), C6H5I – organiczny związek chemiczny z grupy jodków arylowych, najprostsza jodopochodna aromatyczna.
W warunkach normalnych jest cieczą. Praktycznie nierozpuszczalny w wodzie, rozpuszcza się np. w etanolu i eterze. Otrzymywany przez ogrzewanie benzenu z jodem w obecności kwasu azotowego. Na powietrzu barwi się na kolor brunatny wskutek wydzielania jodu.